# Різнозуба акула
Різнозуба акула або рогата акула (Heterodontus) — рід акул родини різнозубі акули (Heterodontidae) ряду різнозубоподібні акули (Heterodontiformes).

## Поширення
Вони зустрічаються переважно у помірно теплих і субтропічних водах Індійського і Тихого океанів (Південна Африка, Австралія, Нова Зеландія, Китай, Японія, Каліфорнія), але зовсім не зустрічаються в Атлантичному океані.

## Опис
Різнозубі акули — невеликі (довжиною до 1,5 м) донні риби прибережних вод. Їх раціон становлять різноманітні донні безхребетні з твердим панциром або раковиною (краби, морські їжаки, молюски), яких акули дроблять потужними зубами.

## Розмноження
Різнозубі акули відкладають на дно конічні яйця, укладені у рогову капсулу, на поверхні якої є спіральні виступи з загостреними вершинами. У рогатої акули каліфорнійської (Heterodontus californicus) яйце зазвичай має довжину близько 10 см і ширину 5 см, причому самка одноразово відкладає в лютому або березні тільки одне таке яйце. Ембріональний розвиток триває близько 7 місяців і новонароджене дитинча з'являється на світ, маючи приблизно довжину 20 см.

## Господарське значення
Рогаті акули цілком їстівні, але промислове значення їх невелике, так як ніде вони не зустрічаються в великій кількості.

## Класифікація
У роді виділяють 10 видів:
- Heterodontus francisci (Girard, 1855)
- Heterodontus galeatus (Günther, 1870)
- Heterodontus japonicus (Maclay & W. J. Macleay], 1884)
- Heterodontus marshallae White, Mollen, O’Neill, Yang & Naylor, 2023
- Heterodontus mexicanus (L. R. Taylor & Castro-Aguirre, 1972)
- Heterodontus omanensis (Z. H. Baldwin, 2005)
- Heterodontus portusjacksoni (F. A. A. Meyer, 1793)
- Heterodontus quoyi (Fréminville, 1840)
- Heterodontus ramalheira (J. L. B. Smith, 1949)
- Heterodontus zebra (J. E. Gray, 1831)

## Галерея

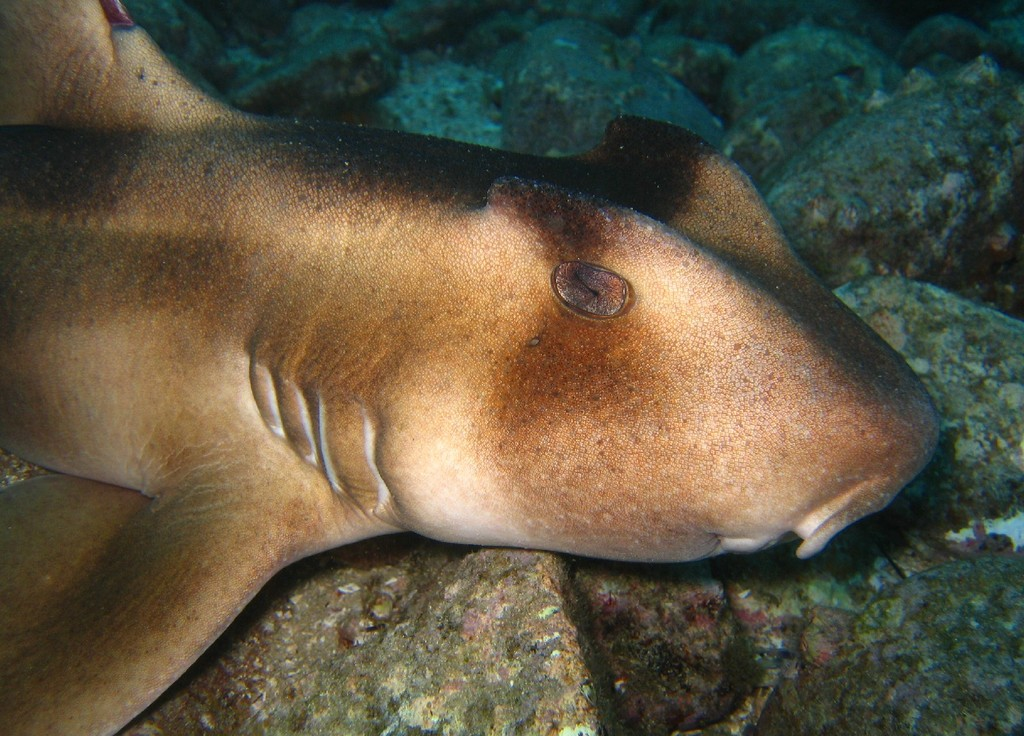
шоломоподібна бичача акула
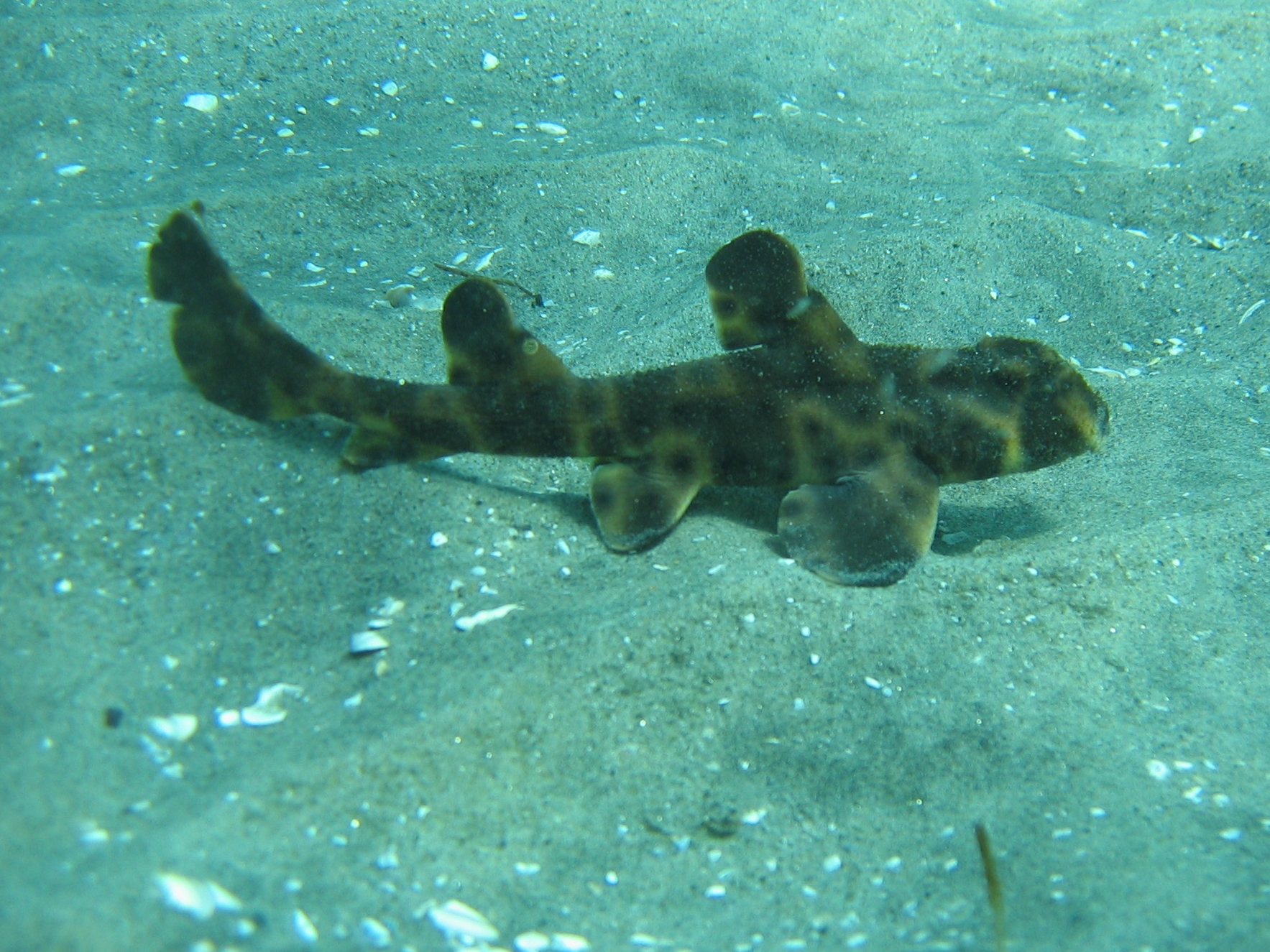
Каліфорнійська бичача акула
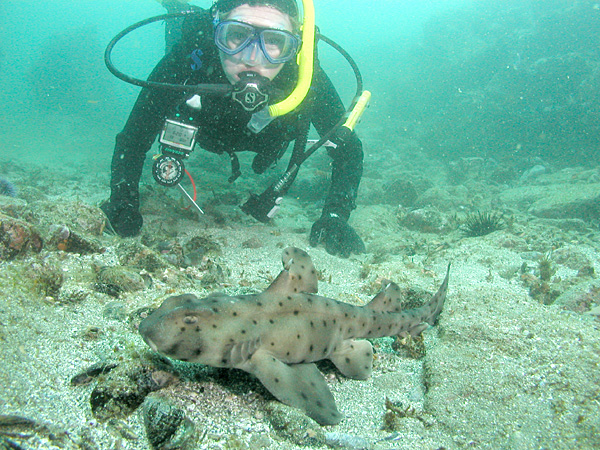
Аквалангіста перед бичачої акулою
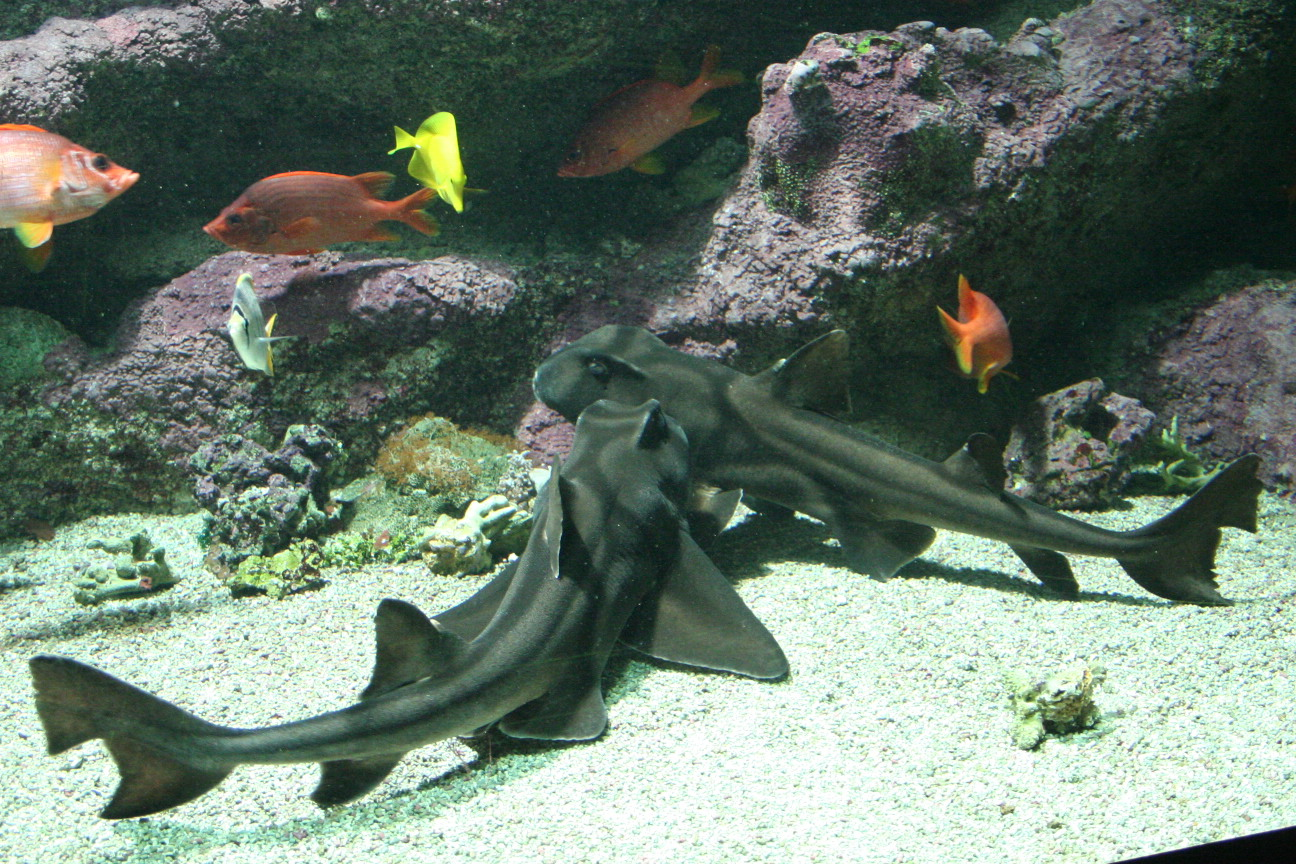
Дві австралійські бичачі акули
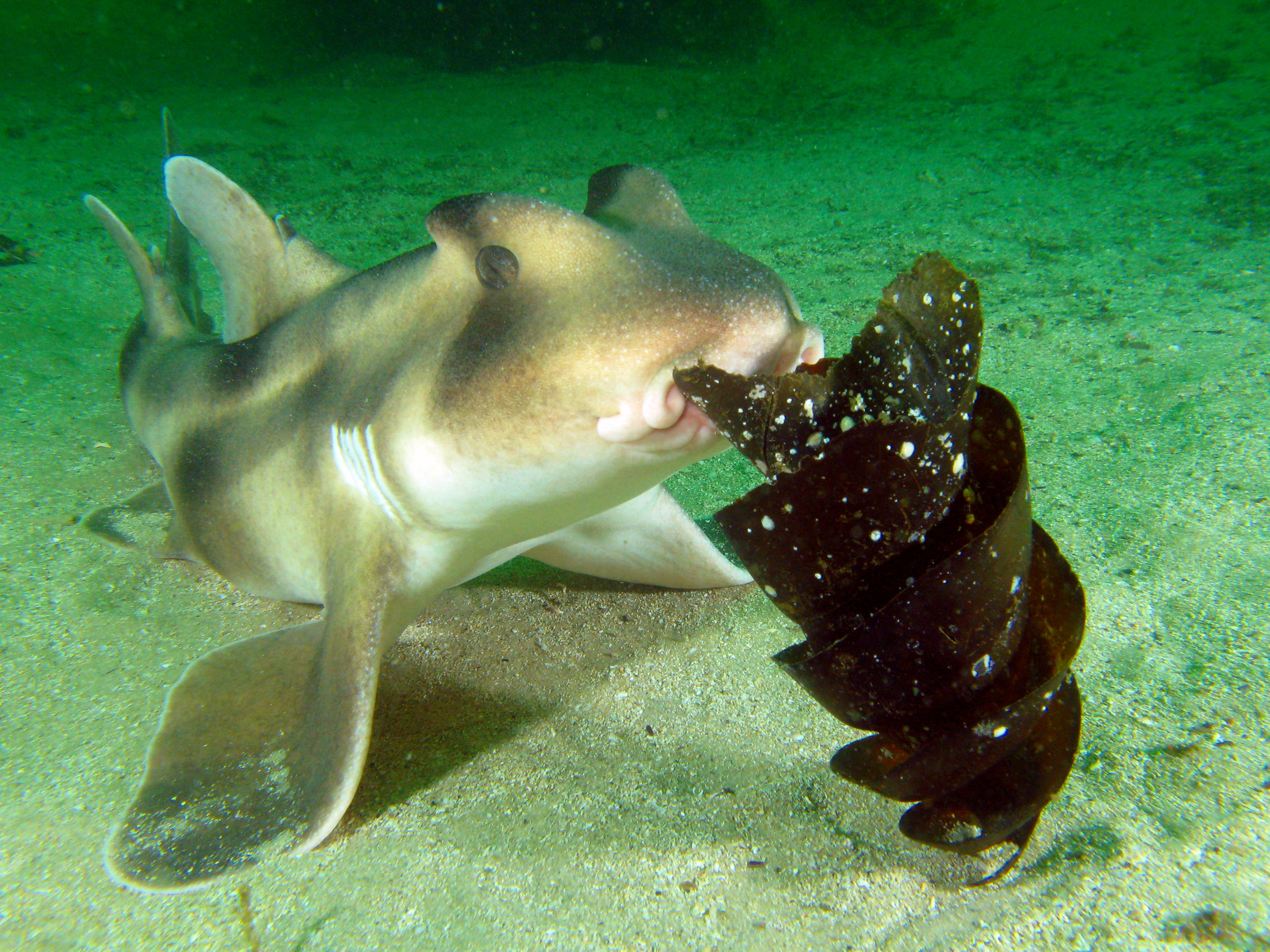
H. galeatus, що поїдає яйцеву капсулу H. portusjacksoni
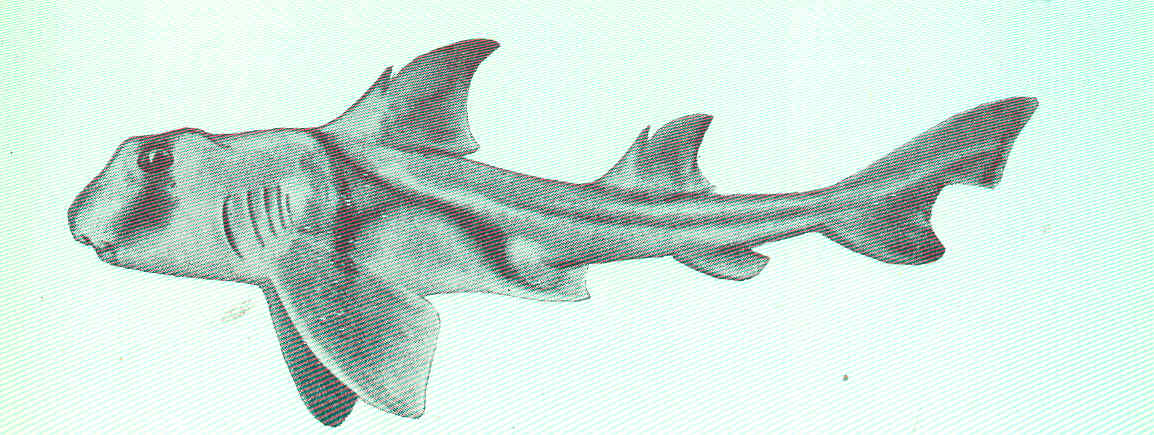
Heterodontus portusjacksoni
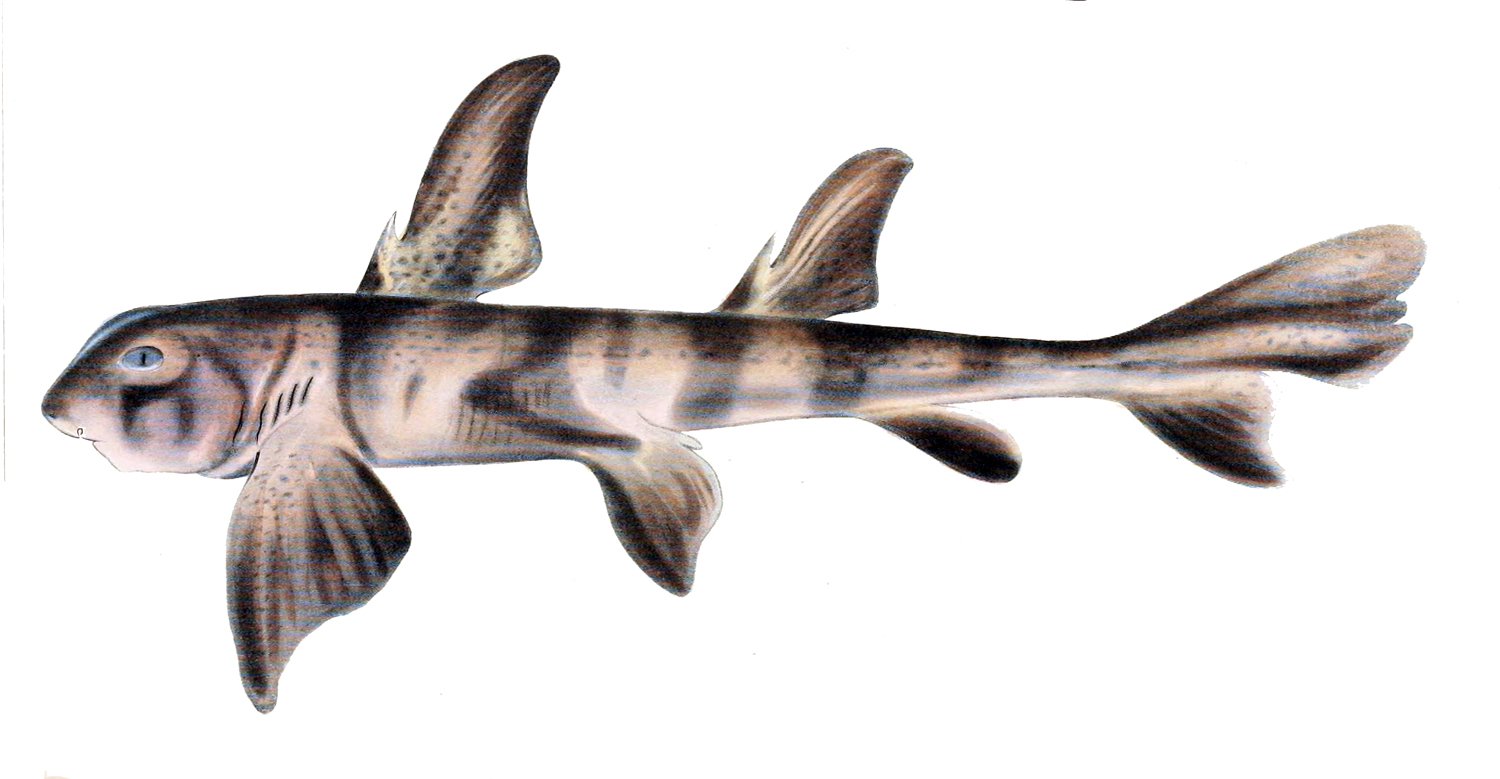
Heterodontus zebra